# Radoslav Rochallyi
Radoslav Rochallyi (* 1. Mai 1980 in Bardejov, Tschechoslowakei) ist ein slowakischer Dichter und Schriftsteller.

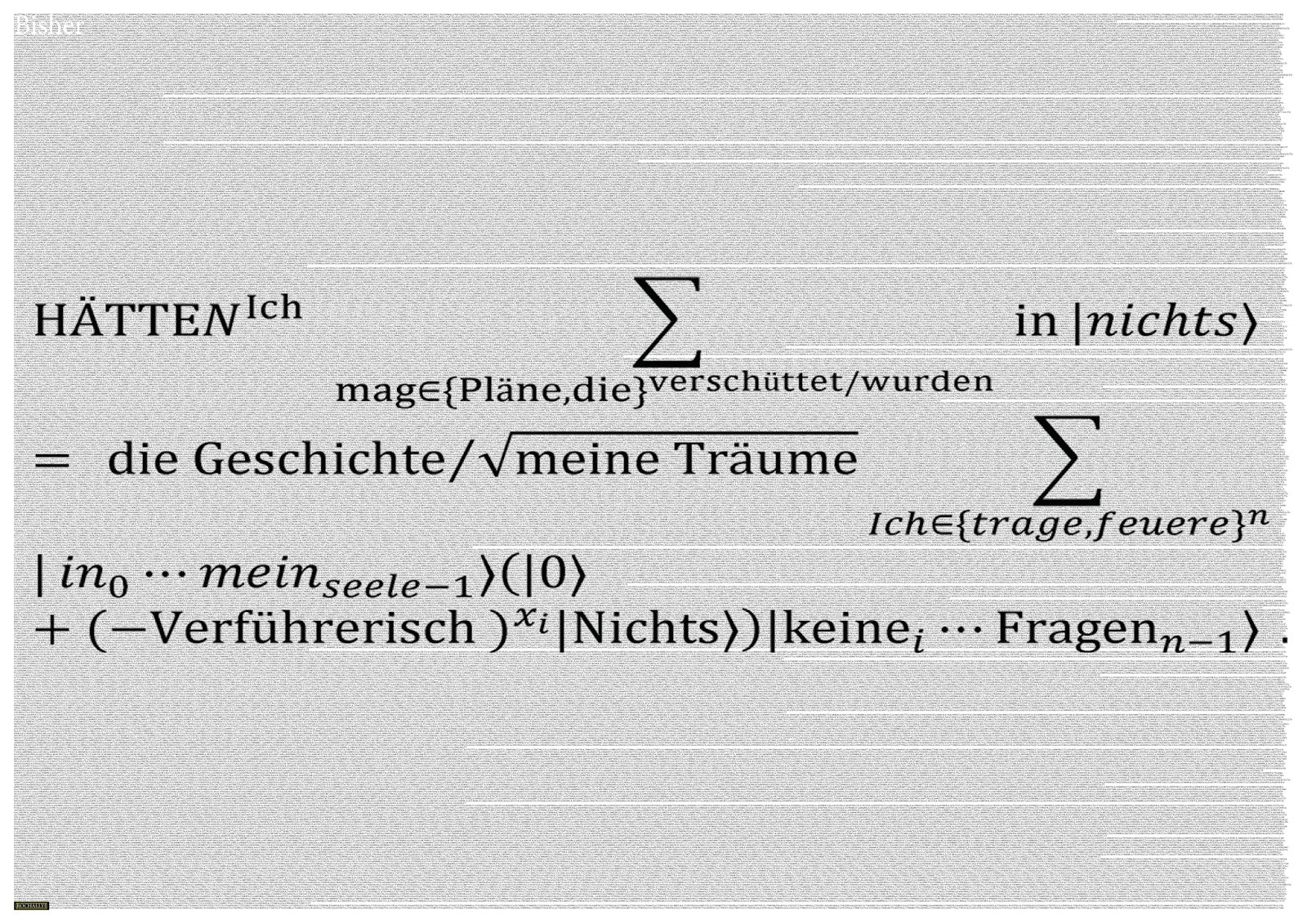
Probe der DNA Equation Poesie, 2019, Gedichttitel: Bisher

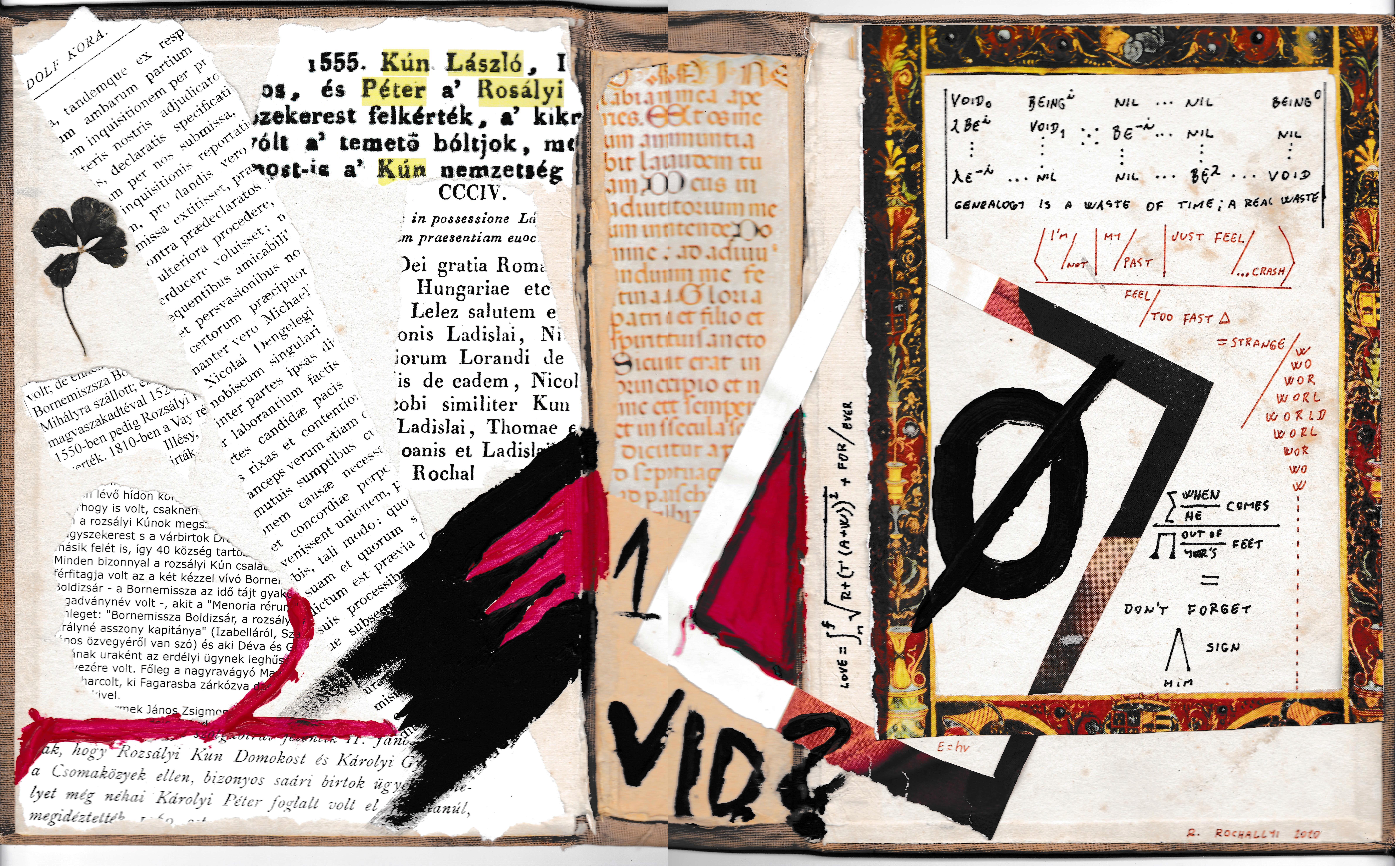
Bildende Kunst, 2020, Titel: GeneaWaste

## Leben
Radoslav Rochallyi wurde in Bardejov in der Region Prešov der heutigen Slowakischen Republik geboren. Der Autor schloss sein Managementstudium an der London International Graduate School ab und besitzt ein Zertifikat in Bildender Kunst, das er am Pratt Institute erhielt. Er studierte außerdem Philosophie und Mathematik (lineare Algebra). Er ist Mitglied der Mensa. Er wurde in zahlreichen Anthologien und Zeitschriften veröffentlicht. Zum Beispiel in Anthologien und Zeitschriften, die an der Stanford University, California State University, Dixie State University, Olivet College, oder dem Las Positas College veröffentlicht wurden.

## Werke
Rochallyi verwendet die mathematische Sprache als Organisationsprinzip und verwendet gleichzeitig mathematische Symbole, um die Intonationsnotation zu beschreiben oder um verschiedene Arten von Spezifikationen zu definieren, deren Semantik sich einfacher oder effektiver in nonverbaler Form ausdrücken lässt.

### Poesie
- Mechanika všednosti. Verlag des Slowakischen Schriftstellerverbandes, Bratislava 2018, ISBN 978-80-8202-030-7 (slowakisch, dt: Mechanik des Alltags).
- Arété. Verlag des Slowakischen Schriftstellerverbandes, Bratislava,Slowakei 2018, ISBN 978-80-8202-041-3 (slowakisch, dt: Arété).
- Rovnicová poézia. Drewo a Srd/Vlna, Bratislava,Slowakei 2022, ISBN 978-80-8202-041-3 (slowakisch, dt: Gleichung Poesie).
- A vague report of a strange time: a non-mathematically poetic. Yorkshire Publishing, Tulsa,Vereinigte Staaten 2023, ISBN 978-1-960810-31-1 (englisch).
- oo. Nat 1 Publishing LLC,Audience Askew, Auburn,Vereinigte Staaten 2023 (englisch).

### Prosa
- 2017 – Ein Brief für einen Sohn.Brno: Tribun EU, 2017. 49 s. ISBN 978-80-263-1195-9
- 2019 – Mythra Invictus. Das Schicksal des Menschen. Bratislava: VSSS, 2019. 108 p. ISBN 978-80-8202-085-7

### Gemälde
Seine Bilder wurden beispielsweise in den folgenden Institutionen ausgestellt:
- Pandora Kunstgalerie Berlin, Deutschland[13]
- Szépművészeti Múzeum, Budapest, Ungarn[14]
- CICA Museum, Seele, Südkorea[15]
- Galerie Losenart, Rom, Italien[16]